# Гастон Баро
Гастон Баро (7. децембар 1883 – 11. јун 1958) био је француски фудбалер и тренер. Играо је првенствено за Левалоа, али је такође био почаствован са 12 избора у репрезентацији Француске између 1911. и 1914. године. Играо је као дефанзивац.
Баро је био познат као природни вођа тима. Међутим, по природи је био резервисан, готово стидљив. Мало је говорио, никада није попуштао пред изазовом и пре свега је блистао својом скромношћу. Током свог живота, остао је један од најслушанијих људи у француском фудбалу четири деценије, између 1919. и 1958. године.
Баро је започео своју селекторску каријеру у Француској 1919. године, када је национални тим предводио одбор селектора: (Баро, Ашиљ Дишен, Габријел Жарден и Ежен Плањ). Немогући да се ослободи обавеза на Музичкој академији у јулу 1930. године, није могао да прати Француску на дебитантском издању Светског првенства . Када је Баро именован за јединог тренера 24. фебруара 1936. године, то је био крај ере управног одбора.
Гастон Баро је остао селектор француске репрезентације од 1919. до 1955. године. Још увек је био члан стручног штаба „Плавих“ у време своје смрти 1958. године, на дан утакмице Југославија-Француска на Светском првенству у фудбалу у Шведској . Гастон Баро је укупно водио француску репрезентацију на 197 утакмица.